# Fédération sportive suisse de tir
La Fédération sportive suisse de tir (FST) (Schweizer Schiesssportverband SSV en allemand, Federazione sportiva svizzera en italien) est l'organisation faitière des tireurs et tireuses suisses. Elle est née en 2002 de la fusion de la Société suisse des carabiniers (SSC, fondée en 1824 à Aarau) avec l'Association suisse des tireurs sportifs (ASTS) et la Fédération suisse des ouvriers tireurs (FSTO).
Depuis la réorganisation de 2001, la Fédération met davantage l'accent sur le tir sportif, qui est également un sport olympique dans certaines disciplines.
Avec environ 130 000 membres, dont 56 000 tireurs licenciés, la FST est la quatrième plus grande fédération sportive de Suisse et représente environ 2 600 sociétés et 35 associations membres.
Elle organise notamment les tirs fédéraux.